# Andréi Kurkov

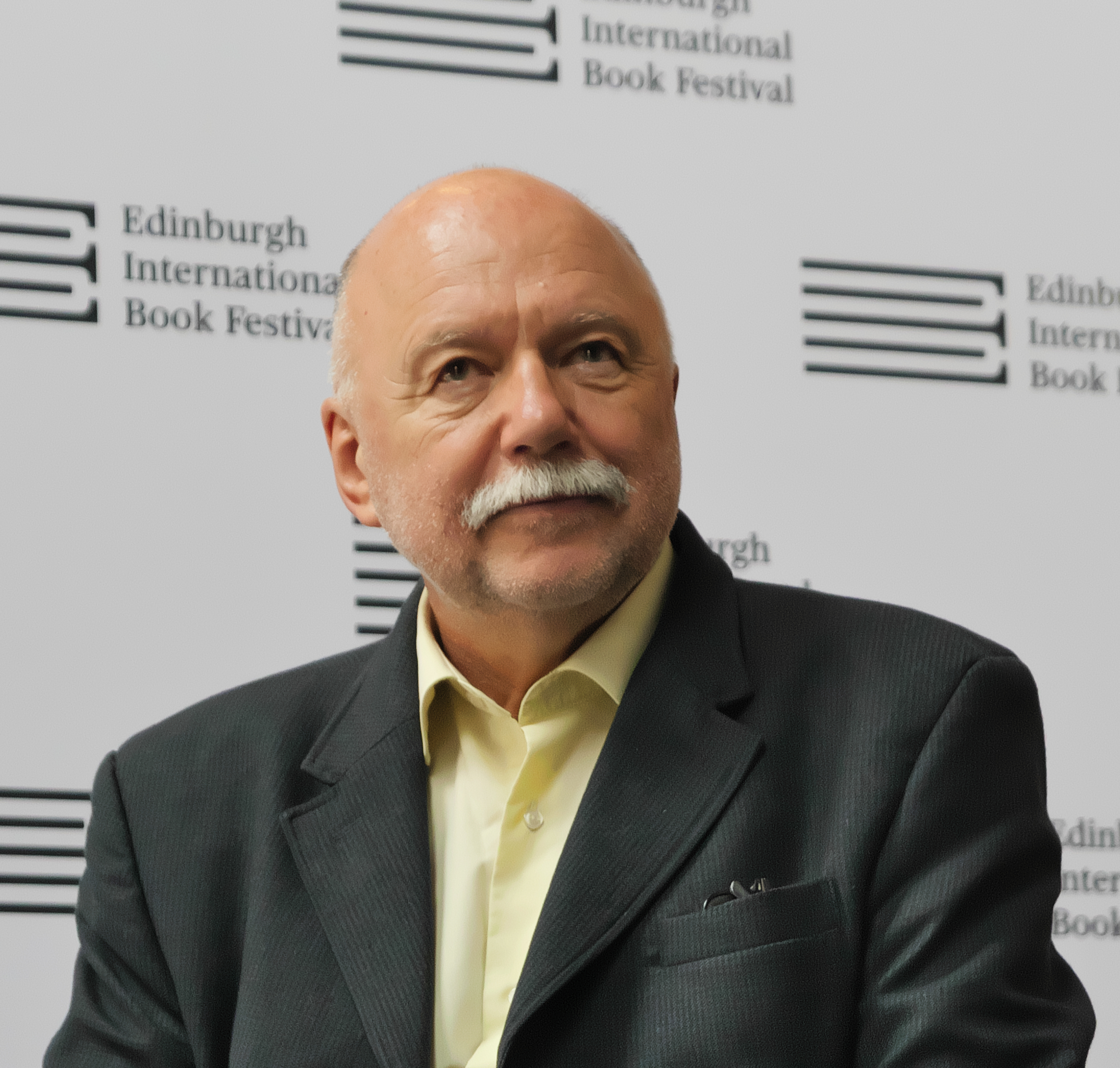
Kurkov en 2025.

Andréi Yúrievich Kurkov (en ruso Андре́й Ю́рьевич Курко́в, San Petersburgo, 23 de abril de 1961) es un escritor ucraniano cuyas obras, al 2022, ya habían sido traducidas a 42 idiomas.

## Trayectoria
Su madre era médica y su padre piloto de pruebas y empezó a escribir con siete años al morir dos de sus tres mascotas, con un poema sobre la soledad del hámster que había quedado vivo. También hizo poemas sobre Lenin, influenciado por la educación soviética vigente en su momento.
Por ser un traductor de japonés, al iniciar el servicio militar fue adscrito a la KGB y sirvió en la policía. En esa etapa, que pasó como vigilante de prisiones en Odesa, fue cuando escribió sus obras infantiles y su obra más conocida.
Su primera novela fue publicada justo dos semanas antes de la caída de la Unión Soviética. En esa tumultuosa situación social y política se inició en el mundo de la autoedición y distribución, pidiendo dinero a sus amistades para crear una editorial independiente. Organizó la distribución por toda Ucrania, y también distribuyó ejemplares por las tiendas de las calles comerciales.
En 2013 publica El jardinero de Ochákov en lengua original, novela satírica cuya trama se desarrolla en la ciudad portuaria de Ochákov, en la sureña provincia de Nicolaiev.
Según El Mundo (España), Kurkov "no es bien recibido en Rusia."

## Obra
- Не приведи меня в Кенгаракс, 1991
- 11 необыкновенностей, 1991
- Бикфордов мир, 1993
- Смерть постороннего, 1996 (trad. española: Muerte con pingüino, Blackie Books, 2018, traducción de Mario Grande y Mercedes Fernández)
- Пикник на льду, 1997
- Добрый ангел смерти, 1997
- Милый друг, товарищ покойника, 2001
- География одиночного выстрела, 2003
- Последняя любовь президента, 2004
- Закон улитки, 2005
- Любимая песня космополита, 2005
- Приключения чепухоносиков (детская книга), 2007
- Школа котовоздухоплавания (детская книга), 2007
- Ночной молочник, 2007
- Садовник из Очакова, 2010 (trad. española: El jardinero de Ochákov, Blackie Books, 2019, traducción de Marta Rebón)
- Львовская гастроль Джими Хендрикса, 2012
- Сірі Бджоли (Abejas grises), 2018.